# Telèuties
Telèuties (en llatí Teleutias, en grec antic Τελευτίας) fou un príncep espartà, germà (per part de mare) d'Agesilau II.
Per influència d'aquest va ser nomenat comandant en cap de la flota el 393 aC en la guerra de Corint i altres estats. En aquesta condició va recuperar el domini del golf de Corint després del desastre de la batalla de Cnidos, i va embarcar cap a Lequeon (el port de Corint) on va cooperar amb una força terrestre dirigida per Agesilau i va capturar alguns vaixells enemics.
El 390 aC va ser enviat a Àsia per substituir a l'almirall Ècdic; va arribar a Samos on se li van afegir uns quants vaixells i va sortir cap a Cnidos on Ècdic li va entregar el comandament, i llavors es va dirigir a Rodes. En el camí va capturar tres trirrems atenencs que, dirigits per Filòcrates, anaven a Xipre per ajudar el rei Evàgores I de Salamina contra els perses. Els atenencs van enviar una flota de 40 vaixells sota comandament de Trasibul per fer front a Telèuties i en suport del partit democràtic de Rodes; quan Trasibul va arribar va comprovar que els rodis eren prou forts per resistir sols i es va dirigir a l'Hel·lespont i Telèuties va romandre al sud.
El 388 aC apareix ajudant a Egina que era atacada per un cos atenenc dirigit per Pàmfil, i va bloquejar a la flota atenenca a la costa; aquestos vaixells atenencs es van haver de retirar davant Telèuties encara que Pàmfil va conservar una fortalesa establerta pels atenencs a l'illa. No gaire després el comandament de la flota esparta va ser confiat a Hierax. Quan va deixar el comandament va rebre grans testimonis d'admiració, i de pena perquè se n'anava, de part dels seus homes.
El 382 aC el van nomenar general contra Olint i mercès a la seva direcció els aliats d'Esparta van aportar contingents per aquesta guerra. També va obtenir l'ajut d'Amintes II de Macedònia i de Derdes d'Elímia (aquest darrer especialment va fornir una apreciable cooperació); tot i així no va guanyar cap combat decisiu en el primer any; al segon any, el 381 aC, quan un cos dels seus homes va ser derrotat, va cometre un error estratègic i va ordenar a tota la seva força de carregar en direcció a les muralles, i van arribar massa a prop, a l'abast dels míssils enemics i els espartans es van desbandar; els olintis van fer una sortida i van derrotar completament als espartans i el mateix Telèuties va morir en la lluita. En parla Xenofont a les Hel·lèniques.